# Куракин, Александр Борисович (1875)
Князь Алекса́ндр Бори́сович Кура́кин (17 [29] января 1875, Санкт-Петербург — 21 ноября 1941, Ницца) — действительный статский советник (1916), церемониймейстер (1911) из рода Куракиных. Член Государственной думы II созыва от Орловской губернии.

## Биография
Родился в Санкт-Петербурге 17 (29) января 1875 года в семье князя Бориса Александровича Куракина и Екатерины Алексеевны, урождённой Мусиной Пушкиной. Имел двух братьев: Ивана (1876—1896) и Бориса (1880—1886). Внук генерал-майора А. Б. Куракина, двоюродный брат князей Михаила и Ивана Куракиных. Землевладелец Орловской губернии (5000 десятин).
Образование получил в Харьковском и Московском университетах. В 1896 году вступил вольноопределяющимся в лейб-гвардии Преображенский полк, в 1902 вышел в запас в чине поручика. В 1902—1914 годах избирался малоархангельским уездным уездным предводителем дворянства.

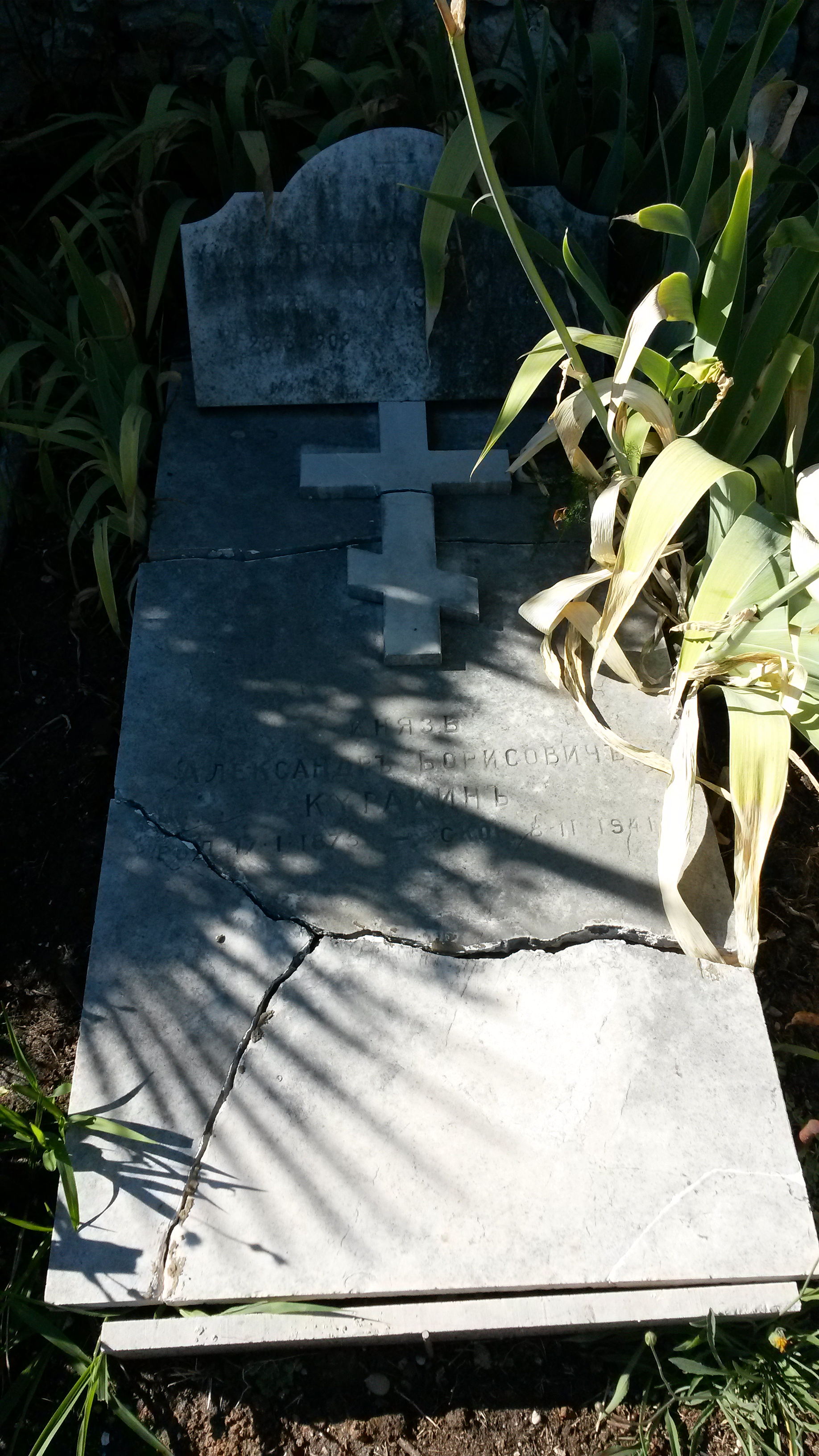
Могила А. Б. Куракина на Русском кладбище в Ницце

Был председателем орловского отдела «Союза 17 октября» и членом ЦК партии. В 1906 году баллотировался в I Государственную думу, но не прошёл. В феврале 1907 года был избран членом II Государственной думы от Орловской губернии. Входил во фракцию октябристов.
В 1908 году женился на дочери генерала С. В. Олива Софии Сергеевне (1889—1975). В 1913 году у них родилась дочь Анна.
В 1911 году был пожалован в церемониймейстеры. В декабре 1913 года был избран на трёхлетие орловским губернским предводителем дворянства (утверждён в январе 1914). В годы Первой мировой войны занимал посты председателя Комитета помощи беженцам и главноуполномоченного Российского общества Красного Креста. 
С 1916 года — действительный статский советник.
В ночь с 16 на 17 сентября 1920 года был арестован вместе с женой и её сестрой; жену освободили уже в декабре, Куракина — в 1922 году. Вновь арестован в сентябре 1923 года и приговорён к трём годам ссылки, которую отбывал сначала в Усть-Сысольске, а позднее — в Вятке. После освобождения в 1926 году некоторое время жил в Вятке, но в октябре 1932 годы выехал к семье, проживавшей в Тарусе. Работал старшим бухгалтером в артели вышивальщиц. 
Очередной раз был арестован в апреле 1933 года, освобождён и вскоре вместе с семьёй эмигрировал во Францию.
Умер 21 ноября 1941 года в Ницце, похоронен на Русском кладбище.